# Destral d'Arkalokhori

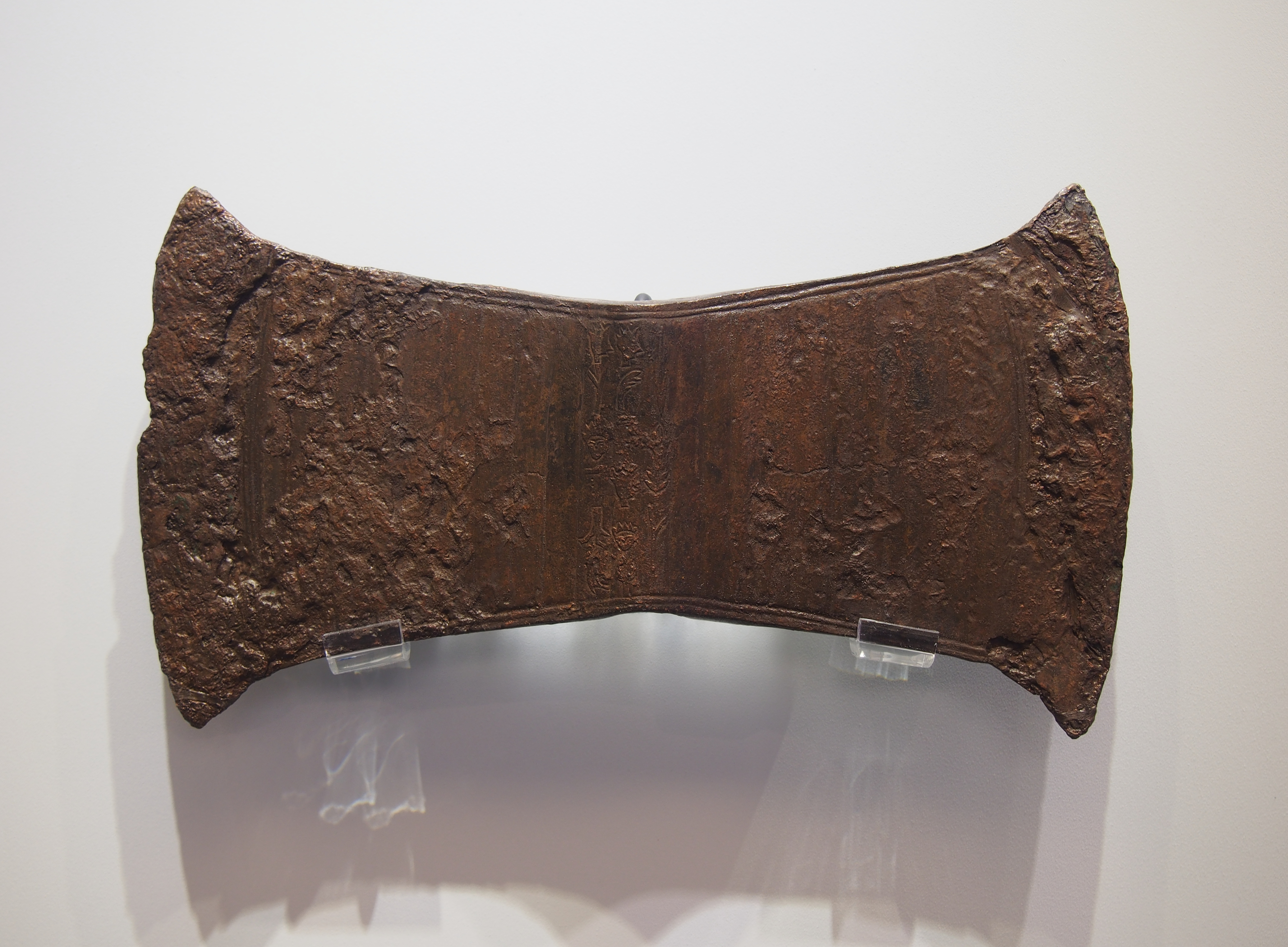
Destral d'Arkalokhori

La destral d'Arkalokhori és una doble-destral votiva minoica del II mil·lenni aC.
Va ser descoberta per Spirídon Marinatos l'any 1934 a la gruta d'Arkalokhori, a Iràklio (Grècia), que servia de lloc de culte durant el període minoic.
Aquest destral porta una inscripció composta de quinze símbols. Aquests símbols han estat considerats part del lineal A i tenen igualment sovint semblances amb els símbols del Disc de Festos. Certs investigadors com Glanville Price o Louis Godart consideren que aquests símbols no són sinó una pseudo-inscripció, és a dir una mera imitació de caràcters en lineal A juxtaposats uns amb uns altres sense preocupació de representar un significat particular.
Destrals similars són representades sovint a les pintures minoiques i micèniques. Per exemple, sobre els frescs del sarcòfag de Agia Triada.
Es conserva al Museu Arqueológic de Càndia

## La inscripció

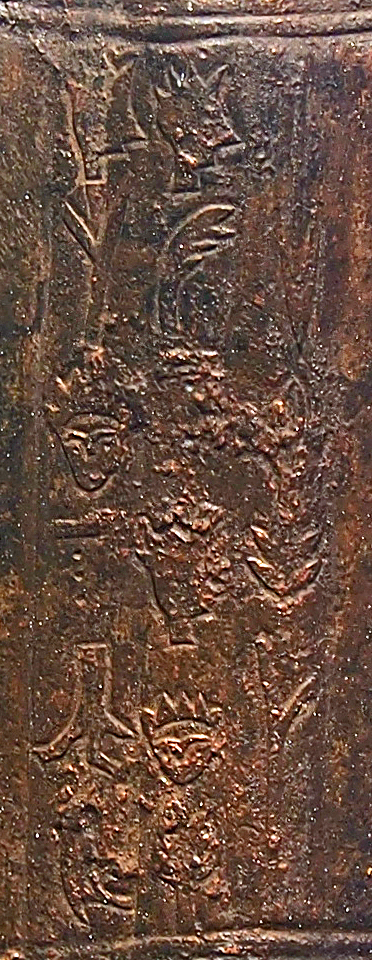
Detall de la zona inscrita

La inscripció està composta per quinze signes, disposats sobre tres columnes. L'autor de la inscripció ha manifestament escrit el seu text de dalt a baix. La inscripció s'iniciaria a dalt a l'esquerra per acabar a baix a la dreta. Tres dels signes de la columna 1 (el cap vist de perfil, el cap vist de cara i el signe compost de tres punts disposats verticalment) es troben en la columna 2. Són dibuixats sensiblement de manera idèntica, encara que la figura humana vista de cara té la boca dibuixada en la columna 2 mentre que no la té en la columna 1. Pel que fa al signe format per tres punts verticals, està dotat de dos traços horitzontals en la columna 2, i d'un sol traç en la primera columna. El segon signe de la columna 1 i l'últim signe de la columna 3 són igualment idèntics.
Certs signes testificats sobre el destral es troben en el lineal A o B. No obstant això, no es pot dir que els signes del destral siguin suficientment significatius per associar-los definitivament amb una o una altra escriptura. Les figures humanes no es troben en cap escriptura minoica. Louis Godart no vacil·la en parlar d'una obra efectuada per un minoic analfabet que no hauria fet més que intentar copiar caràcters en lineal A sense poder donar un significat real al conjunt
| 1a. columna | #2n. columna | #3r. columna |
| ----------- | ------------ | ------------ |
|             |              |              |
|             |              |              |
|             |              |              |
|             |              |              |
|             |              |              |
|             |              |              |

Comparació dels símbols del destral amb el lineal A i amb els signes del disc de Festos
| №  | Signe | Comentari | Lineal A    | Disc de Festos |
| 01 | 01    |           | A 304 KA ?? |                |
| 02 | 02    |           | AB28 I      | D39            |
| 03 | 03    |           | AB01 DA     |                |
| 04 | 04    |           |             | D02            |
| 05 | 05    |           |             |                |
| 06 | 06    |           | AB05 TO ??  |                |
| 07 | 07    | cf. 04    |             | D02            |
| 08 | 08    |           | AB80 MA     |                |
| 09 | 09    |           | AB04 TE ?   | D35            |
| 10 | 10    | cf. 04    |             | D02            |
| 11 | 11    |           | AB31 SA ??  | D19            |
| 12 | 08    | cf. 08    | AB80 MA     |                |
| 13 | 13    |           | AB06 NA ??  | D23            |
| 14 | 14    | Racinet?  |             |                |
| 15 | 15    |           | A338 ?      |                |